# Premi Marcello Mastroianni

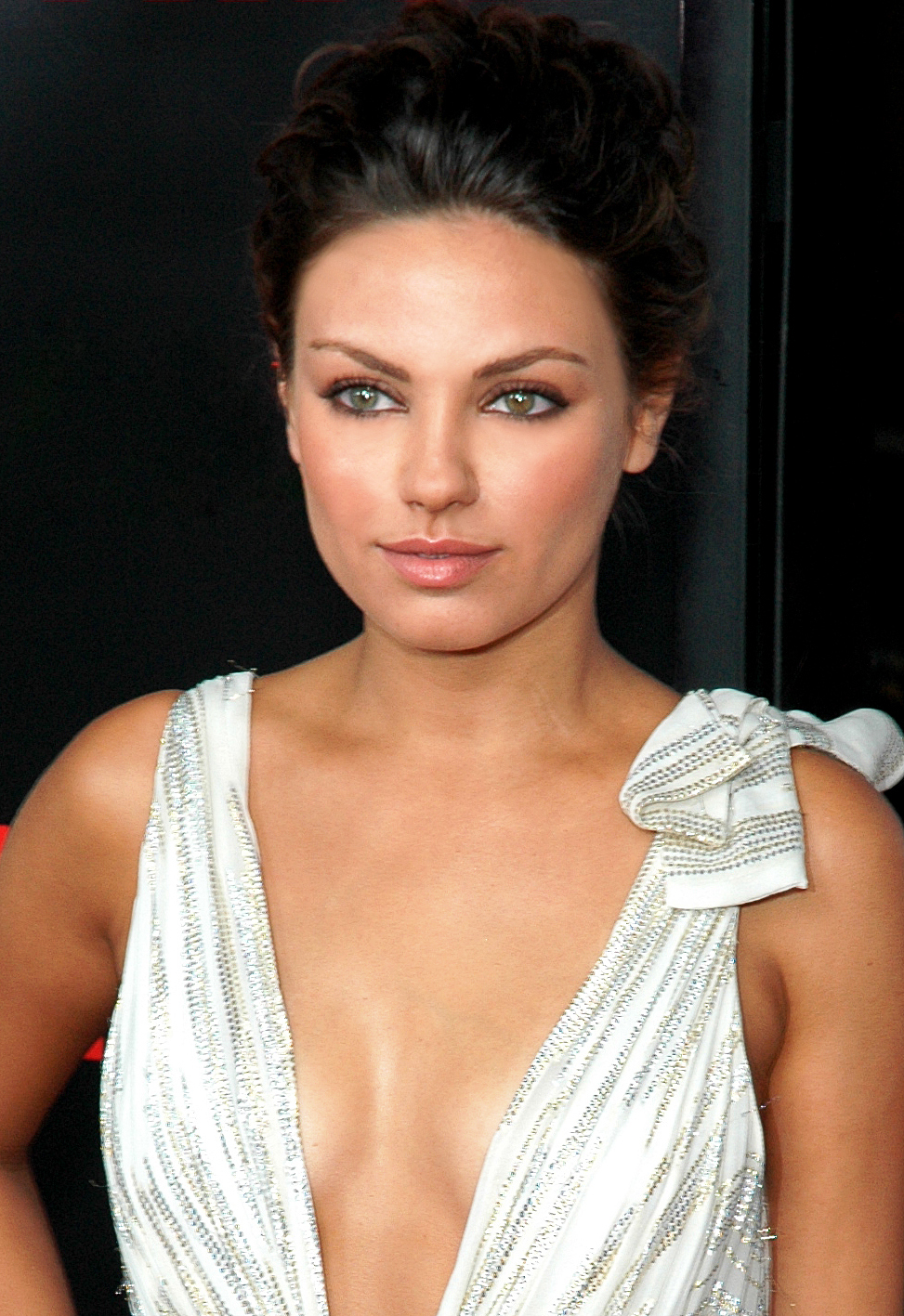
L'actriu nord-americana Mila Kunis, guanyadora de l'edició de 2010

El premi Marcello-Mastroianni (en italià Premio Marcello-Mastroianni) és un guardó que s'atorga anualment a la Mostra de Venècia en reconeixement del gran treball interpretatiu d'un actor o actriu novell d'una de les pel·lícules pertanyents a la secció oficial de competició del certamen.
El premi va ser atorgat per primera vegada a la 55a edició de la Mostra, el 1998 i el seu nom és un homenatge a l'actor italià Marcello Mastroianni, mort el 1996.
El premi Marcello-Mastroianni a la millor interpretació s'atorga paral·lelament a la Copa Volpi.

## Palmarès
El premi ha sigut atorgat en cinc ocasions a actors italians (1998, 2003, 2009 i 2012), en tres ocasions a actors americans (2008, 2010 i 2013) i en dues ocasions a actors francesos (2006 i 2007). El guanyador més jove del premi Marcello-Mastroianni és l'actriu britànica Megan Burns, que el va rebre a l'edat de 14 anys. La guanyadora més veterana és l'actriu sud-coreana Moon So-ri, que va rebe el guardó a l'edat de 28.
| Any  | Guanyador          | Pel·lícula            | Director            |
| 1998 | Niccolò Senni      | L'albero delle pere   | Francesca Archibugi |
| 1999 | Nina Proll         | Nordrand              | Barbara Albert      |
| 2000 | Megan Burns        | Liam                  | Stephen Frears      |
| 2001 | Gael García Bernal | Y tu mamá también     | Alfonso Cuarón      |
| 2001 | Diego Luna         | Y tu mamá también     | Alfonso Cuarón      |
| 2002 | Moon So-ri         | 오아시스 (Oasis)      | Lee Chang-dong      |
| 2003 | Marco Luisi        | Lavorare con lentezza | Guido Chiesa        |
| 2003 | Tommaso Ramenghi   | Lavorare con lentezza | Guido Chiesa        |
| 2004 | Najat Benssallem   | Raja                  |                     |
| 2005 | Ménothy Cesar      | Vers le sud           | Laurent Cantet      |
| 2006 | Isild Le Besco     | L'intouchable         |                     |
| 2007 | Hafsia Herzi       | La Graine et le Mulet | Abdellatif Kechiche |
| 2008 | Jennifer Lawrence  | The Burning Plain     | Guillermo Arriaga   |
| 2009 | Jasmine Trinca     | Il grande sogno       | Michele Placido     |
| 2010 | Mila Kunis         | Black Swan            | Darren Aronofsky    |
| 2011 | Shōta Sometani     | ヒミズ (Himizu)       | Sion Sono           |
| 2011 | Fumi Nikaidō       | ヒミズ (Himizu)       | Sion Sono           |
| 2012 | Fabrizio Falco     | Bella addormentata    | Marco Bellocchio    |
| 2012 | Fabrizio Falco     | È stato il figlio     | Daniele Ciprì       |
| 2013 | Tye Sheridan       | Joe                   | David Gordon Green  |